# Sack
Pour les articles homonymes, voir Sack (homonymie).
Pour l’article ayant un titre homophone, voir Sac (homonymie).

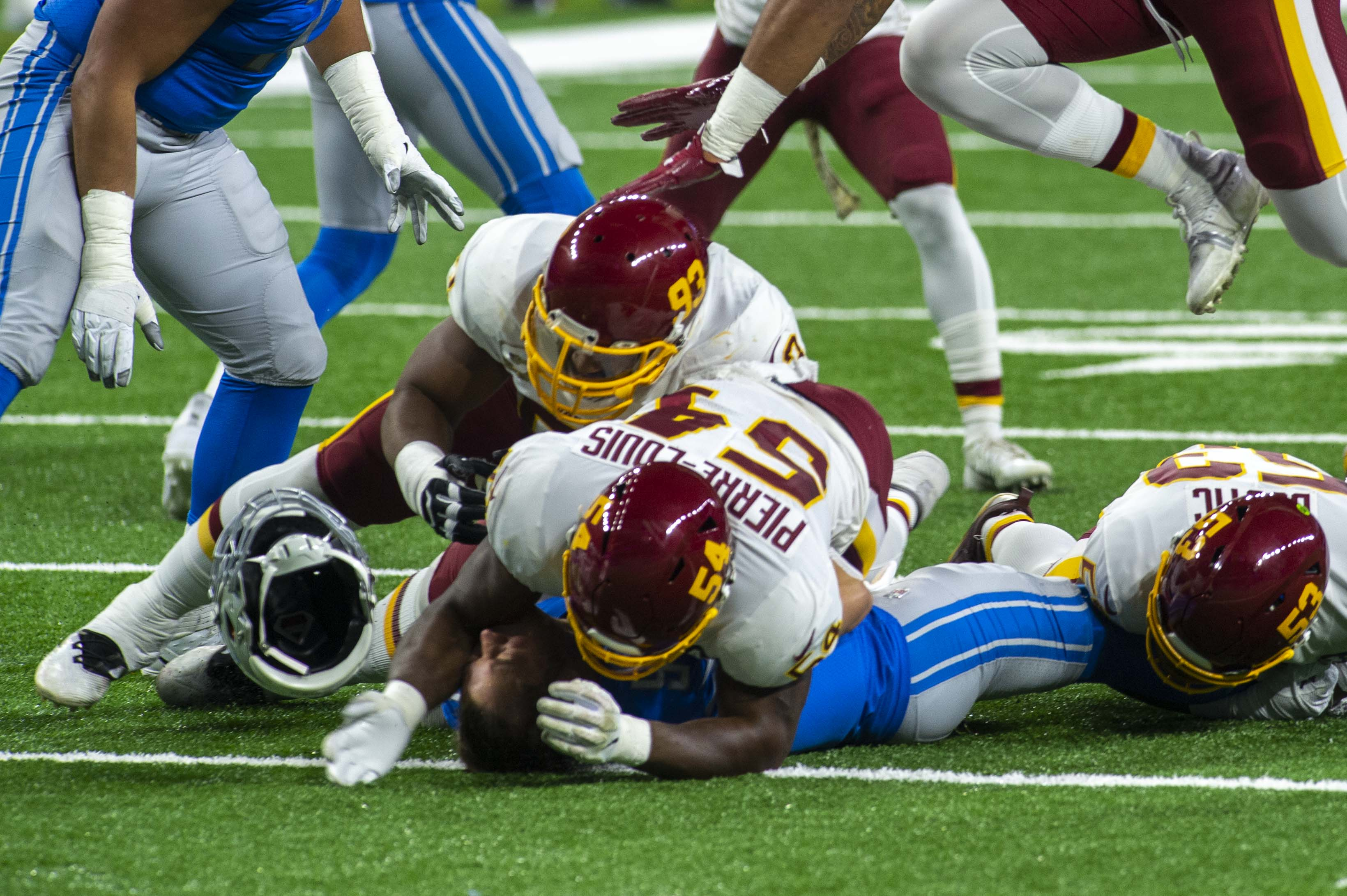
Le quarterback Matthew Stafford des Lions de Détroit subissant un sack par plusieurs joueurs.

Sack, sac ou sac du quart au Canada, est un terme employé au football américain ou canadien.
Un sack se produit lorsqu'un quarterback (ou un autre joueur offensif agissant comme un passeur) se fait plaquer avec le ballon derrière sa ligne de mêlée avant qu'il ait pu effectuer une passe avant.
Effectuer un sack est avantageux pour la défense car l'attaque perd une tentative (down) et la ligne de mêlée peut reculer de plusieurs yards.
Le sack est encore plus bénéfique si le quarterback laisse échapper le ballon sur ou derrière sa ligne de mêlée. Cette action spécifique se nomme strip sack et peut entraîner un changement de possession si la défense parvient à recouvrir le ballon.
Un quarterback, qui subit la pression de la défense mais qui évite le sack, peut être affecté négativement en étant forcé d'accélérer son action la rendant plus risquée (on dit qu'il subit un hurry).
Le quarterback doit passer la ligne de mêlée pour éviter le sack. 
Si un passeur est plaqué dans sa propre zone d'en-but, il en résulte un safety et l'équipe en défense se voit attribuer deux points, à moins que le ballon n'ait été relâché et récupéré soit dans la zone d'en-but par la défense, soit en dehors de la zone d'en-but.

## Historique
Le terme sack est utilisé la première fois par le defensive end Deacon Jones durant les années 1960. Il comparait la dévastation causée par un sack à celle subie par une ville mise à sac par des envahisseurs.

Selon Marv Levy (en) (ancien entraîneur NFL), c'est George Allen (entraîneur des Redskins de Washington qui a pu inventer ce terme en faisant référence à Craig Morton, quarterback des Cowboys de Dallas en déclarant avant un match, 
« Before we play those Dallas Cowboys, we’re going to take that Morton salt and pour him into a sack. »
— George Allen
        
« Avant de jouer contre ces Cowboys de Dallas, nous allons prendre ce Morton et le verser dans un sac. »
.
Avant que le terme sack ne soit utilisé, cette action était souvent désignée par le mot dump, les statistiques de la NFL enregistrant à l'époque les sacks sous la rubrique dumping the passer
La NFL n'a commencé à enregistrer le nombre de sacks qu'à partir de la saison 1961.
Le chercheur John Turney de la Pro Football Researchers Association (en) a estimé que Deacon Jones avait effectué 173½ sacks lors de sa carrière.
Les modifications controversées des règles de la NFL avant le début de la saison 2018 interdisent désormais aux plaqueurs d'atterrir sur le quarterback après avoir réalisé un sack. Si tel est le cas, une pénalité est sifflée contre le(s) défenseur(s) sous la dénomination La punition est une pénalité roughing the passer (brutalité sur le passeur).